# Nuoto ai Campionati africani di nuoto 2021
Le gare di nuoto ai Campionati africani di nuoto 2021 si disputarono dall'11 al 16 ottobre 2021 al Trust Sports Emporium di Accra in Ghana.

## Risultati

### Uomini
| Evento | Oro                                                                            | Tempo    | Argento                                                         | Tempo    | Bronzo                                                                  | Tempo          |
| Stile libero |                                                                                |          |                                                                 |          |                                                                         |                |
| 50 m (dettagli) | Ali Khalafalla Egitto                                                          | 22.48    | Guy Brooks Sudafrica                                            | 22.60    | Yassin Hossam Egitto                                                    | 22.69          |
| 100 m (dettagli) | Mohamed Samy Egitto                                                            | 50.23    | Guy Brooks Sudafrica                                            | 50.34    | Clayton Jimmie Sudafrica                                                | 50.79          |
| 200 m (dettagli) | Marwan El-Kamash Egitto                                                        | 1:50.17  | Andrew Ross Sudafrica                                           | 1:51.63  | Guy Brooks Sudafrica                                                    | 1:51.99        |
| 400 m (dettagli) | Marwan El-Kamash Egitto                                                        | 3:55.93  | Mohamed Ben Ajmia Tunisia                                       | 3:59.97  | Roberto Gomes Sudafrica                                                 | 4:03.72        |
| 800 m (dettagli) | Marwan El-Kamash Egitto                                                        | 8:04.88  | Mohamed Moselhy Egitto                                          | 8:06.25  | Roberto Gomes Sudafrica                                                 | 8:27.33        |
| 1500 m (dettagli) | Marwan El-Kamash Egitto                                                        | 15:40.65 | Mohamed Moselhy Egitto                                          | 15:51.80 | Roberto Gomes Sudafrica                                                 | 16:24.33       |
| Dorso |                                                                                |          |                                                                 |          |                                                                         |                |
| 50 m (dettagli) | Mohamed Samy Egitto                                                            | 25.34    | Abdellah Ardjoune Algeria                                       | 25.78    | Aly Khala Falah Egitto                                                  | 26.97          |
| 100 m (dettagli) | Mohamed Samy Egitto                                                            | 56.23    | Martin Binedell Sudafrica                                       | 56.57    | Abdellah Ardjoune Algeria                                               | 56.67          |
| 200 m (dettagli) | Martin Binedell Sudafrica                                                      | 2:00.54  | Mohamed Mohamady Egitto                                         | 2:03.07  | Ruan Ras Sudafrica                                                      | 2:03.98        |
| Rana |                                                                                |          |                                                                 |          |                                                                         |                |
| 50 m (dettagli) | Youssef Elkamash Egitto                                                        | 28.08    | Matthew Randle Sudafrica                                        | 28.70    | Ronan Wantenaar Namibia                                                 | 28.71          |
| 100 m (dettagli) | Youssef Elkamash Egitto                                                        | 1:02.05  | Matthew Randle Sudafrica                                        | 1:03.06  | Jaouad Syoud Algeria                                                    | 1:03.10        |
| 200 m (dettagli) | Bailey Musgrave Sudafrica                                                      | 2:14.47  | Matthew Randle Sudafrica                                        | 2:15.03  | Youssef Elkamash Egitto                                                 | 2:18.03        |
| Farfalla |                                                                                |          |                                                                 |          |                                                                         |                |
| 50 m (dettagli) | Clayton Jimmie Sudafrica                                                       | 24.13    | Abeiku Jackson GhanaAli Khalafalla Egitto                       | 24.18    | Non attribuita                                                          | Non attribuita |
| 100 m (dettagli) | Jaouad Syoud Algeria                                                           | 52.89    | Guy Brooks Sudafrica                                            | 53.91    | Abeiku Jackson Ghana                                                    | 53.98          |
| 200 m (dettagli) | Ross Hartigan Sudafrica                                                        | 2:00.10  | Ras Ruan Sudafrica                                              | 2:01.67  | Ramzi Chouchar Algeria                                                  | 2:06.88        |
| Misti |                                                                                |          |                                                                 |          |                                                                         |                |
| 200 m (dettagli) | Jaouad Syoud Algeria                                                           | 2:02.46  | Mohamed Samy Egitto                                             | 2:04.53  | Yassin Elshamaa Egitto                                                  | 2:04.60        |
| 400 m (dettagli) | Ruan Ras Sudafrica                                                             | 4:24.46  | Yassin Elshamaa Egitto                                          | 4:27.27  | Salah Nour Egitto                                                       | 4:29.80        |
| Staffette |                                                                                |          |                                                                 |          |                                                                         |                |
| 4x100 m stile libero (dettagli) | Egitto                                                                         | 3:20.04  | Sudafrica                                                       | 3:21.04  | Senegal                                                                 | 3:32.93        |
| 4x200 m stile libero (dettagli) | Egitto Yassine Elshammaa Mohamed Mohamady Mohamed Samy Hassan Marwan El-Kamash | 7:29.60  | Sudafrica Andrew Ross Ross Hartigan Luca Holtzhausen Guy Brooks | 7:34.09  | Senegal Amaduo N'Diaye Matthieu Seye Karl Wilson Aimable Ousseynou Diop | 7:58.65        |
| 4x100 m misti (dettagli) | Egitto                                                                         | 3:41.70  | Sudafrica                                                       | 3:45.80  | Angola                                                                  | 4:02.03        |
| record mondiale; record mondiale stagionale; record europeo; record europeo stagionale; record dei campionati; record nazionale; record personale; record personale stagionale. |                                                                                |          |                                                                 |          |                                                                         |                |

### Donne
| Evento | Oro                                                                      | Tempo   | Argento                                                           | Tempo   | Bronzo                                                      | Tempo   |
| Stile libero |                                                                          |         |                                                                   |         |                                                             |         |
| 50 m (dettagli) | Inge Weidemann Sudafrica                                                 | 25.83   | Caitlin De Lange Sudafrica                                        | 26.15   | Amel Melih Algeria                                          | 26.23   |
| 100 m (dettagli) | Rebecca Meder Sudafrica                                                  | 56.22   | Inge Weidemann Sudafrica                                          | 56.31   | Amel Melih Algeria                                          | 57.58   |
| 200 m (dettagli) | Rebecca Meder Sudafrica                                                  | 2:02.65 | Christin Mundell Sudafrica                                        | 2:04.60 | Catarina Sousa Angola                                       | 2:10.78 |
| 400 m freeyle (dettagli) | Christin Mundell Sudafrica                                               | 4:40.02 | Stephanie Houtman Sudafrica                                       | 4:40.17 | Sara Abdelghany Egitto                                      | 4:44.73 |
| 800 m (dettagli) | Stephanie Houtman Sudafrica                                              | 9:07.14 | Samantha Randle Sudafrica                                         | 9:07.95 | Sara Abdelghany Egitto                                      | 9:54.84 |
| Dorso |                                                                          |         |                                                                   |         |                                                             |         |
| 50 m (dettagli) | Samiha Mohsen Egitto                                                     | 29.17   | Amel Melih Algeria                                                | 30.02   | Caitlin De Lange Sudafrica                                  | 30.09   |
| 100 m (dettagli) | Rebecca Meder Sudafrica                                                  | 1:02.90 | Samiha Mohsen Egitto                                              | 1:04.73 | Samantha Randle Sudafrica                                   | 1:06.01 |
| 200 m (dettagli) | Rebecca Meder Sudafrica                                                  | 2:16.74 | Samantha Randle Sudafrica                                         | 2:17.21 | Samiha Mohsen Egitto                                        | 2:23.00 |
| Rana |                                                                          |         |                                                                   |         |                                                             |         |
| 50 m (dettagli) | Christin Mundell Sudafrica                                               | 32.64   | Sarah Soliman Egitto                                              | 33.83   | Jayla Pina Capo Verde                                       | 34.65   |
| 100 m (dettagli) | Emily Visagie Sudafrica                                                  | 1:10.81 | Christin Mundell Sudafrica                                        | 1:11.09 | Nour Elgendy Egitto                                         | 1:12.74 |
| 200 m (dettagli) | Emily Visagie Sudafrica                                                  | 2:35.35 | Tessa Ip Hen Cheung Mauritius                                     | 2:47.39 | Reedah Shaw Sudafrica                                       | 2:50.78 |
| Farfalla |                                                                          |         |                                                                   |         |                                                             |         |
| 50 m (dettagli) | Inge Weidemann Sudafrica                                                 | 27.14   | Caitlin De Lange Sudafrica                                        | 27.66   | Amel Melih Algeria                                          | 27.68   |
| 100 m (dettagli) | Oumy Diop Senegal                                                        | 1:03.13 | Inge Weidemann Sudafrica                                          | 1:04.09 | Lizanne Viljoen Sudafrica                                   | 1:04.19 |
| 200 m (dettagli) | Lizanne Viljoen Sudafrica                                                | 2:19.35 | Rawan Eldamaty Egitto                                             | 2:23.07 | Sara Abdelghany Egitto                                      | 2:24.23 |
| Misti |                                                                          |         |                                                                   |         |                                                             |         |
| 200 m (dettagli) | Rebecca Meder Sudafrica                                                  | 2:15.45 | Emily Visagie Sudafrica                                           | 2:24.45 | Jayla Pina Capo Verde                                       | 2:27.06 |
| 400 m (dettagli) | Rebecca Meder Sudafrica                                                  | 4:55.36 | Christin Mundell Sudafrica                                        | 5:10.80 | Sara Abdelghany Egitto                                      | 5:20.43 |
| Staffette |                                                                          |         |                                                                   |         |                                                             |         |
| 4x100 m stile libero (dettagli) | Sudafrica Inge Weidemann Caitlin De Lange Hannah Robertson Rebecca Meder | 3:49.91 | Egitto Nour Elgendy Carine Abdelmalak Farida Samra Sara Elsammany | 3:56.71 | Senegal Jeanne Boutbien Mariama Drame Oumy Diop Ndèye Dièye | 4:11.35 |
| 4x200 m stile libero (dettagli) | Sudafrica                                                                | 8:26.35 | Egitto                                                            | 8:44.22 | Angola                                                      | 9:14.26 |
| 4x100 m misti (dettagli) | Sudafrica                                                                | 4:16.22 | Egitto                                                            | 4:19.34 | Angola                                                      | 4:40.76 |
| record mondiale; record mondiale stagionale; record africano; record dei campionati; record nazionale; record personale; record personale stagionale. |                                                                          |         |                                                                   |         |                                                             |         |

### Misti
| Evento | Oro                                                           | Tempo   | Argento                                                         | Tempo   | Bronzo                                                                        | Tempo   |
| Staffette |                                                               |         |                                                                 |         |                                                                               |         |
| 4x100 m stile libero (dettagli) | Sudafrica Andrew Ross Inge Weidemann Rebecca Meder Guy Brooks | 3:34.02 | Egitto Mohamed Samy Hassan Ali Khalfalla Diaa Nour Farida Samra | 3:39.03 | Senegal El Hadji Adama Hassan Jeanne Boutbien Matthieu Ousmane Seye Oumy Diop | 3:46.25 |
| 4x100 m misti (dettagli) | Sudafrica                                                     | 3:56.74 | Egitto                                                          | 3:58.28 | Angola                                                                        | 4:14.58 |
| record mondiale; record mondiale stagionale; record africano; record dei campionati; record nazionale; record personale; record personale stagionale. |                                                               |         |                                                                 |         |                                                                               |         |

## Medagliere
Nazione ospitante 
| Posiz. | Nazione    | Oro | Argento | Bronzo | Totale |
| ------ | ---------- | --- | ------- | ------ | ------ |
| 1      | Sudafrica  | 24  | 23      | 10     | 57     |
| 2      | Egitto     | 14  | 14      | 11     | 39     |
| 3      | Algeria    | 2   | 2       | 6      | 10     |
| 4      | Senegal    | 1   | 0       | 4      | 5      |
| 5      | Ghana      | 0   | 1       | 1      | 2      |
| 6      | Tunisia    | 0   | 1       | 0      | 1      |
| 6      | Mauritius  | 0   | 1       | 0      | 1      |
| 8      | Angola     | 0   | 0       | 5      | 5      |
| 9      | Capo Verde | 0   | 0       | 2      | 2      |
| 10     | Namibia    | 0   | 0       | 1      | 1      |
| Totale | Totale     | 41  | 42      | 40     | 123    |